# John L. Sullivan (Politiker, 1899)

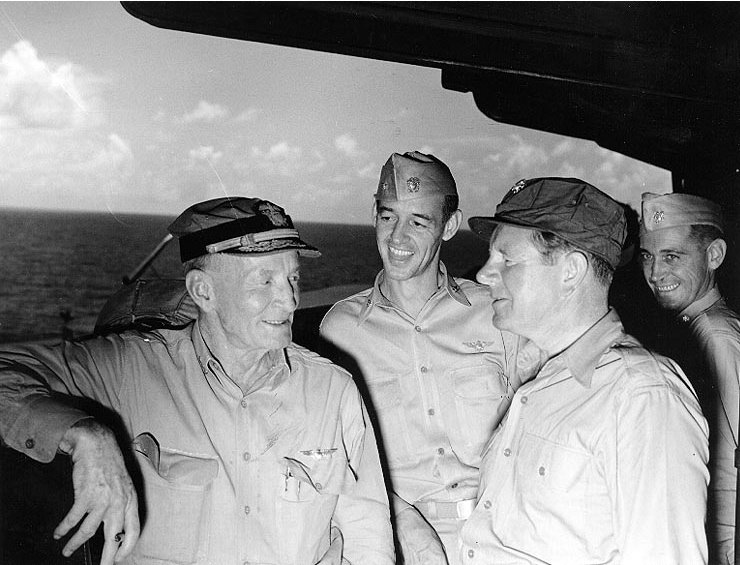
John L. Sullivan (rechts) mit Vizeadmiral John McCain Sr. an Bord der Shangri-La (1945)

John Lawrence Sullivan (* 16. Juni 1899 in Manchester, New Hampshire; † 8. August 1982 in Exeter, New Hampshire) war ein US-amerikanischer Politiker (Demokratische Partei), der von 1947 bis 1949 als Marinestaatssekretär der Vereinigten Staaten amtierte.

## Jurist und Politiker
John Sullivan war der Sohn eines Zigarrenfabrikanten, der auch als Jurist tätig war. Nach seiner Schulausbildung besuchte er das Dartmouth College in Hanover, wo er sich einen Ruf als guter Redner erwarb. 1923 wurde er in die Anwaltskammer von New Hampshire aufgenommen; im folgenden Jahr erhielt er den Bachelor of Laws von der Harvard Law School. Er trat daraufhin in die Kanzlei seines Vaters in Manchester ein. 1929 wurde er als Kandidat der Demokraten zum Staatsanwalt des Hillsborough County gewählt. Später betrieb er eine eigene Anwaltspraxis unter dem Namen Sullivan & Sullivan.
1934 bewarb Sullivan sich erstmals um ein politisches Amt: Er kandidierte als Gouverneur von New Hampshire und unterlag mit einem Stimmenanteil von 49,16 Prozent sehr knapp dem Republikaner Styles Bridges, der 50,55 Prozent erhielt. Vier Jahre später unternahm er einen weiteren Versuch, den höchsten Posten im Staat zu erreichen, scheiterte diesmal aber deutlich. Der republikanische Amtsinhaber Francis P. Murphy wurde mit 57,1 Prozent der Stimmen bestätigt, Sullivan kam auf 42,8 Prozent.

## Laufbahn in Washington
Sullivan ging 1939 nach Washington, wo er zunächst als Assistent des Commissioner of Internal Revenue tätig war. Nachdem er dieses Amt drei Monate ausgeübt hatte, wurde er von US-Präsident Franklin D. Roosevelt zum stellvertretenden Finanzminister ernannt. In dieser Funktion erlangte er in den folgenden fünf Jahren bundesweite Bekanntheit. Für seine Verdienste um das Ministerium wurde er 1947 mit dessen Distinguished Service Award ausgezeichnet.
Kurz vor dem Ende des Zweiten Weltkrieges erfolgte am 5. Juli 1945 Sullivans Ernennung zum stellvertretenden Marineminister (Assistant Secretary of the Navy) mit Zuständigkeit für die Marineflieger. Am 17. Juni 1946 rückte er zum Under Secretary of the Navy auf, womit er den zweithöchsten Rang der Behörde nach Minister James V. Forrestal innehatte. Als dieser am 19. September 1947 zum Leiter des neuen Verteidigungsministeriums berufen wurde, trat Sullivan seine Nachfolge als Secretary an. Dies war nun allerdings kein Kabinettsposten mehr, da das Department of the Navy zu einer Unterbehörde des neuen Ministeriums geworden war.
Sullivans Amtszeit endete abrupt mit seinem Rücktritt am 24. Mai 1949. Anlass war ein Konflikt mit dem neuen Verteidigungsminister Louis A. Johnson, der das Projekt des geplanten neuen Flugzeugträgers United States gestoppt hatte. Der Protest gegen die Politik Johnsons, der der Air Force nahestand, wurde als „Aufstand der Admirale“ bekannt. In einem Brief an den Minister erklärte Sullivan, er sei „äußerst verstört über den ersten jemals in diesem Land unternommenen Versuch, die Entwicklung einer schlagkräftigen neuen Waffe zu verhindern“.
Nach seinem Rücktritt arbeitete Sullivan wieder als Anwalt und betätigte sich auch in der Demokratischen Partei. So gehörte er zu den Befürwortern einer weiteren Amtszeit von Präsident Harry S. Truman, der dann aber doch nicht zur Wahl von 1952 antrat. Im Vorfeld der Präsidentschaftswahl 1976 unterstützte er die Kandidatur von US-Senator Henry M. Jackson, der letztlich Jimmy Carter die Nominierung überlassen musste. Sullivan war ferner als Geschäftsmann tätig; so gehörte er unter anderem den Leitungsgremien der Brown Company, der Martin Marietta Corporation und der National Savings and Trust an. Er starb 1982 in Exeter und wurde auf dem Nationalfriedhof Arlington beigesetzt.